# Samuel Watson
Samuel Watson (født 24. september 2001 i Leeds) er en professionel cykelrytter fra England, der er på kontrakt hos Fejl i Modul:Cykelhold: Wikidata-entitet ikke angivet.. Han kom første gang på et World Tour-hold i 2023, da han skiftede til Groupama-FDJ.